# Waterpolo al Campionat del Món de natació de 1973
La competició de waterpolo al Campionat del Món de natació de 1973 es realitzà al complex esportiu de les Piscines Tašmajdan de Belgrad (República Federal Socialista de Iugoslàvia) entre els dies 1 i 9 de setembre de 1973.

## Equips participants
| GRUP A - Austràlia - Mèxic - Països Baixos - Regne Unit - Iugoslàvia - Unió Soviètica |  | GRUP B - Espanya - Hongria - Israel - Itàlia - Romania |  | GRUP C - Bulgària - Cuba - Estats Units - Grècia - RFA |

## Resum de medalles
| Event                | Or      | Plata          | Bronze     |
| competició masculina | Hongria | Unió Soviètica | Iugoslàvia |

## Medaller
| Posició | País           | Or | Plata | Bronze | Total |
| 1       | Hungary        | 1  | 0     | 0      | 1     |
| 2       | Unió Soviètica | 0  | 1     | 0      | 1     |
| 3       | Iugoslàvia     | 0  | 0     | 1      | 1     |
| Total   | Total          | 1  | 1     | 1      | 3     |